# Lista monumentelor istorice din județul Sibiu - L

Simbol pentru monumentele istorice

Lista monumentelor istorice din județul Sibiu - L cuprinde monumentele istorice înscrise în Patrimoniul cultural național al României și aflate în localități ce încep cu litera L din județul Sibiu.
Lista completă este menținută și actualizată periodic de către Ministerul Culturii, Cultelor și Patrimoniului Național din România, prin intermediul Institutului Național al Patrimoniului, ultima versiune datând din 2015. Această listă cuprinde și actualizările ulterioare, realizate prin ordin al ministrului culturii.
| Cod LMI            | Denumire                                         | Localitate                  | Localizare              | Datare, Creatori                           | Imagine               | Erori             |
| ------------------ | ------------------------------------------------ | --------------------------- | ----------------------- | ------------------------------------------ | --------------------- | ----------------- |
| SB-II-a-B-12410    | Ansamblul bisericii evanghelice                  | sat Laslea; comuna Laslea   | 9 46.20999°N 24.65679°E | sec. XV - XIX                              | Alte imagini          | Raportează eroare |
| SB-II-m-B-12410.01 | Biserica evanghelică                             | sat Laslea; comuna Laslea   | 9                       | 1842 - 1845                                |                       | Raportează eroare |
| SB-II-m-B-12411    | Turnul-clopotniță al fostei biserici evanghelice | sat Laslea; comuna Laslea   | 9                       | sec. XIV - XV                              |                       | Raportează eroare |
| SB-II-m-B-12412    | Biserica „Sf. Arhangheli”, cu turnul-clopotniță  | sat Loamneș; comuna Loamneș | Str. Principală 140     | 1805 - 1810 (biserica), cca. 1885 (turnul) | Încarcă foto \| video | Raportează eroare |